# 陳瑚 (嘉靖進士)
陳瑚（1499年—1567年），字汝器，初號東吳，改號雙泉，直隸松江府華亭縣人，民籍，明朝政治人物。

## 生平
嘉靖四年（1525年）乙酉科應天府鄉試第七十六名舉人。嘉靖十四年（1535年）中式乙未科會試第一百六十八名，登第三甲第七十二名進士。授行人，两奉使节，丁父憂歸。服闋，轉行人司副，秩满，升工部员外郎，奉命管临清砖厂，司商税，歷官按察司佥事，转郎中，旋奉命督税易州，兼督山西王木。升廣東按察司佥事，丁母憂歸。二十八年十二月考察以不謹闲住。卒年六十九。葬海船湾。

## 家族
曾祖陳琮（陳忠），號尚朴；祖父陳寬，號容軒；父陳旻，號友琴，義官，赠行人司副，加赠工部郎中。母盛氏，封孺人，加封太宜人。具庆下。二子：陳嘉謨、陳嘉議。孫陳似祖。外甥沈愷。